# Incendie des Nouvelles Galeries
L'incendie des Nouvelles Galeries est une catastrophe qui s'est déroulée le 28 octobre 1938, dans un grand magasin situé sur la Canebière à Marseille. Il a causé la mort de 73 personnes.
Conséquences de ce drame, de nouvelles règles de prévention incendie entrent en vigueur deux semaines plus tard. Le maire Henri Tasso est démis de ses fonctions et la ville placée sous la tutelle de l'État jusqu'en 1944. Le corps des sapeurs-pompiers municipaux est dissous et remplacé par un corps militaire de marins-pompiers.

## Incendie des Nouvelles Galeries

### Contexte

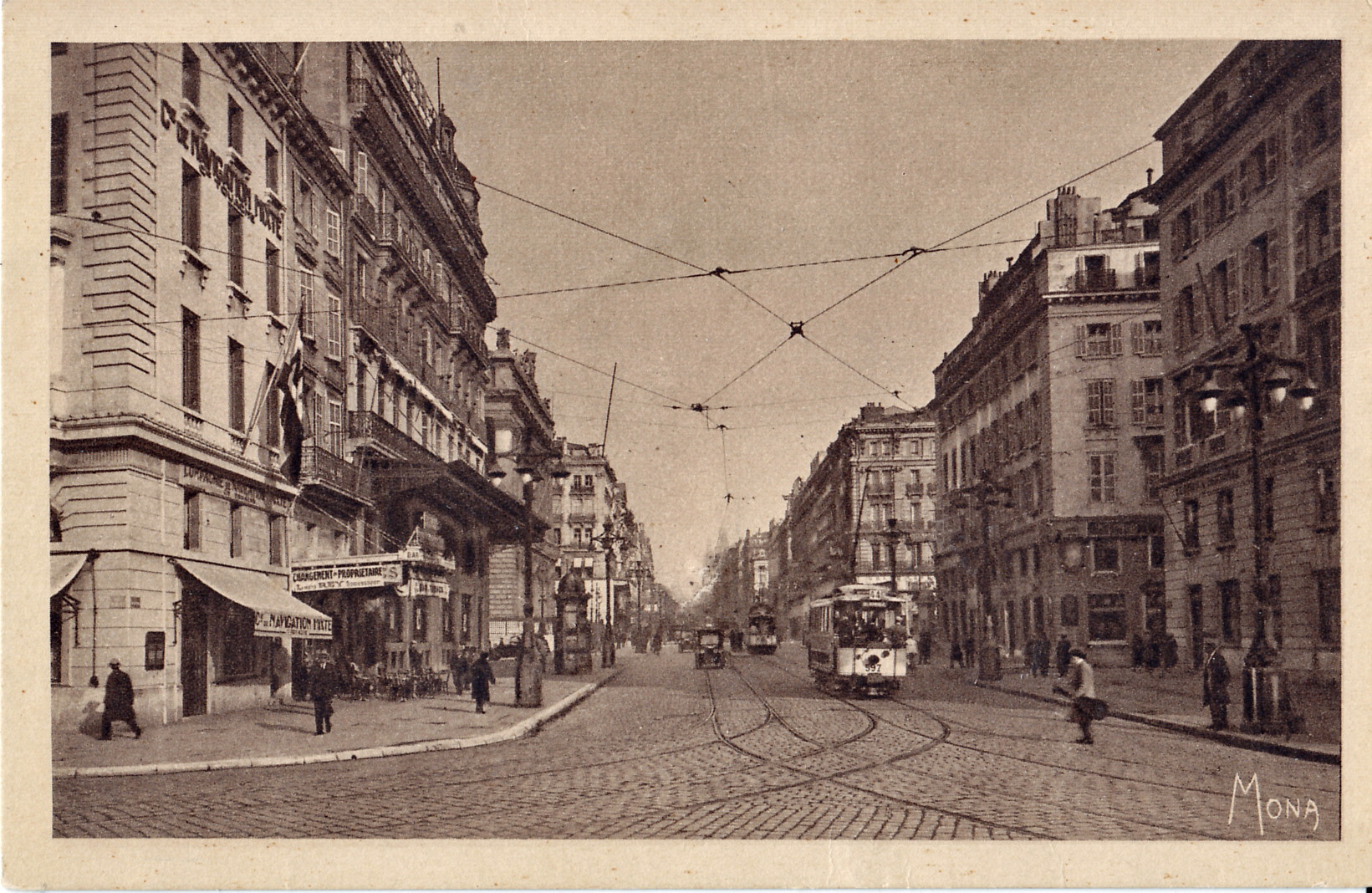
La Canebière dans les années 1930.

Construit à la fin du XIXe siècle par l'architecte Léon Lamaizière, le magasin est inauguré le 6 avril 1895. Sa façade se situe au milieu de la Canebière et l'arrière rue Thubaneau. Il couvre un important quadrilatère de 3 500 m2. Face à lui, l'hôtel de Noailles, le Grand Hôtel et l'hôtel Astoria où il est de bon ton de loger les personnalités politiques, les vedettes du spectacle, les riches armateurs, négociants et commerçants et tout le gotha de passage à Marseille.
Ce 28 octobre 1938, le 35e congrès du Parti républicain, radical et radical socialiste se déroule au parc Chanot et la plupart des responsables politiques logent à l'hôtel Noailles. C'est ainsi qu'Édouard Daladier, président du Conseil, Édouard Herriot, président de l'Assemblée nationale et maire de Lyon, et Albert Sarraut, ministre de l'Intérieur, entre autres personnalités, assisteront au drame.
Le prestigieux magasin marseillais, présenté comme le plus grand de la région et  dont le directeur est Raoul Foucher, est en travaux en prévision des fêtes de fin d'année. Bien que la conjoncture économique ne soit guère brillante, le magasin continue son activité commerciale pendant les travaux. Malgré leur apparente opulence, les Nouvelles Galeries éprouvent de sérieuses difficultés financières.
Le magasin est constitué de parquets cirés, tentures, tapis épais, bois, tissus… L'armature de type Eiffel est métallique.

## Déroulement de l'incendie
Le vendredi 28 octobre 1938, le mistral souffle fort sur Marseille. Une épaisse fumée noire s'échappe du magasin des Nouvelles Galeries. Des passants aperçoivent des gens qui crient : « Au feu… Au feu… ». Il est 14 h 37.
Dans le magasin à l'intérieur duquel se trouvent surtout des clientes, le feu va prendre avec une incroyable rapidité.
Les sapeurs-pompiers de Marseille interviennent rapidement, mais par petits groupes successifs. La première autopompe arrive à 14 h 41 et 16 minutes après l'alerte seulement, sept autopompes, une échelle aérienne, un monitor et 54 hommes sont sur les lieux.
Les forces de police, mobilisées au parc Chanot, sont insuffisantes pour assurer l'ordre. Quelque 10 000 badauds bloquent la Canebière, gênant l'arrivée et la manœuvre des secours, certains voulant maladroitement prêter main-forte aux sapeurs-pompiers. Les voitures roulent sur les tuyaux qui éclatent.
Le commandant Fredenucci, chef de corps, a été blessé quelques jours plus tôt lors de l'incendie d'une usine, c'est son adjoint, le capitaine Durbec qui dirige les secours. Celui-ci est blessé au début de l'intervention. Privés de leur chef, les « soldats du feu » marseillais sont alors dépassés par l'ampleur du sinistre. Plusieurs officiers sapeurs-pompiers, ayant assisté le matin à une réunion de la défense passive, sont présents sur les lieux et donnent des ordres sans aucune coordination aux pompiers arrivés en renfort. Enfin, comble de malchance, le débit des nombreuses lances à incendie fait chuter la pression sur le réseau d'eau qui alimente les établissements. Un employé d'une société des eaux suppose une fuite sur une canalisation. Aussi il coupe l'alimentation, privant d'eau les sapeurs-pompiers.
À 15 h 20, le contre-amiral Émile Muselier, commandant la Marine nationale à Marseille et dont les locaux se situent à proximité des Nouvelles Galeries demande des renforts au contre-amiral Marc Mottet, major général de l'arsenal de Toulon.
À 15 h 30, le lycée Thiers est évacué sur ordre du préfet car le vent attisait les flammes dans sa direction.

### Action des marins pompiers de Toulon

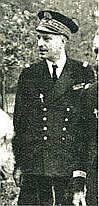
Le vice-amiral Muselier en 1941.

À 15 h 30, un détachement de 32 marins pompiers de Toulon décale vers Marseille sous les ordres de son commandant, l'officier principal des équipages Louis Godart. Le matériel engagé consiste en un fourgon pompe, une échelle mécanique pivotante de 30 mètres, une voiture électro ventilateur, une autochenilles tractant une motopompe lourde, une camionnette de transport de personnel et de tuyaux et un side-car de liaison.

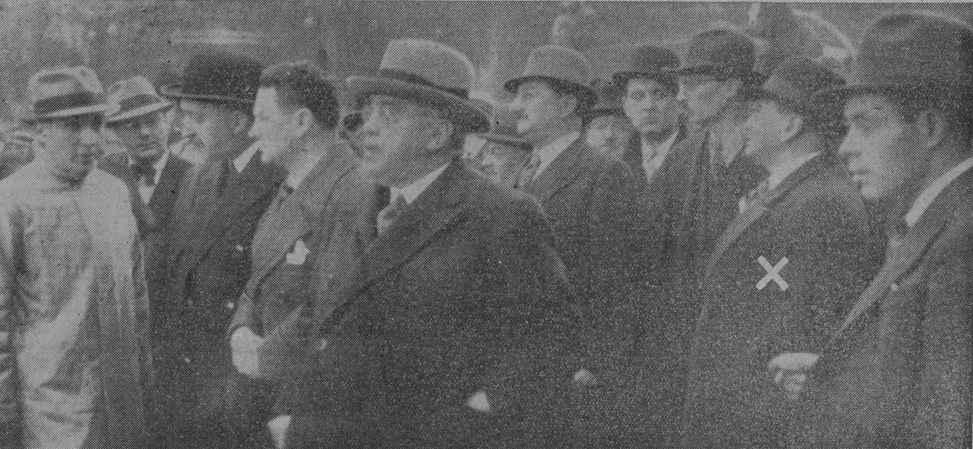
Édouard Daladier et Albert Sarraut suivent les opérations de sauvetage lors de l'incendie des Nouvelles Galeries dans Paris-Soir du 30 octobre 1938.

Le détachement arrive sur les lieux à 17 heures pour les véhicules les plus rapides, à 17 h 20 pour les plus lents. Mais il est déjà trop tard, le grand magasin est condamné et il faut faire la « part du feu » car le vent pousse les flammes qui traversent la Canebière et attaquent les grands hôtels. Pour les marins-pompiers, la partie s'annonce difficile car les raccordements aux bouches d'incendie de la ville ne sont pas compatibles avec le matériel des Toulonnais. Il faudra alors mettre le fourgon pompe en aspiration dans les eaux du Vieux Port, en installant des motos pompe en relais pour qu'il y ait assez de pression aux lances, malgré les pertes en charges dues à des établissements de 300 mètres.
Grâce à leur échelle mécanique pivotante de 30 mètres et au savoir faire des échelliers, les marins pompiers sauvent du désastre l'hôtel Noailles et l'hôtel Astoria, dont les toitures et les combles sont embrasés.
Sur ordre du préfet, plus de 160 pompiers avec leurs autopompes, fourgons d'incendie et échelles mécaniques arrivent en renfort des communes voisines, d'Aubagne-les Pennes, d'Aix-en-Provence, de Berre, de Marignane (ville et aviation), de Toulon (ville), de Salon-de-Provence, Martigues, Arles, Tarascon et d'Avignon. Édouard Herriot, maire de Lyon, fait venir vingt de ses pompiers avec leur chef de corps, par train spécial. Ils n'arrivent sur les lieux qu'un peu avant minuit et ne purent que participer au noyage et au déblai.

### Bilan

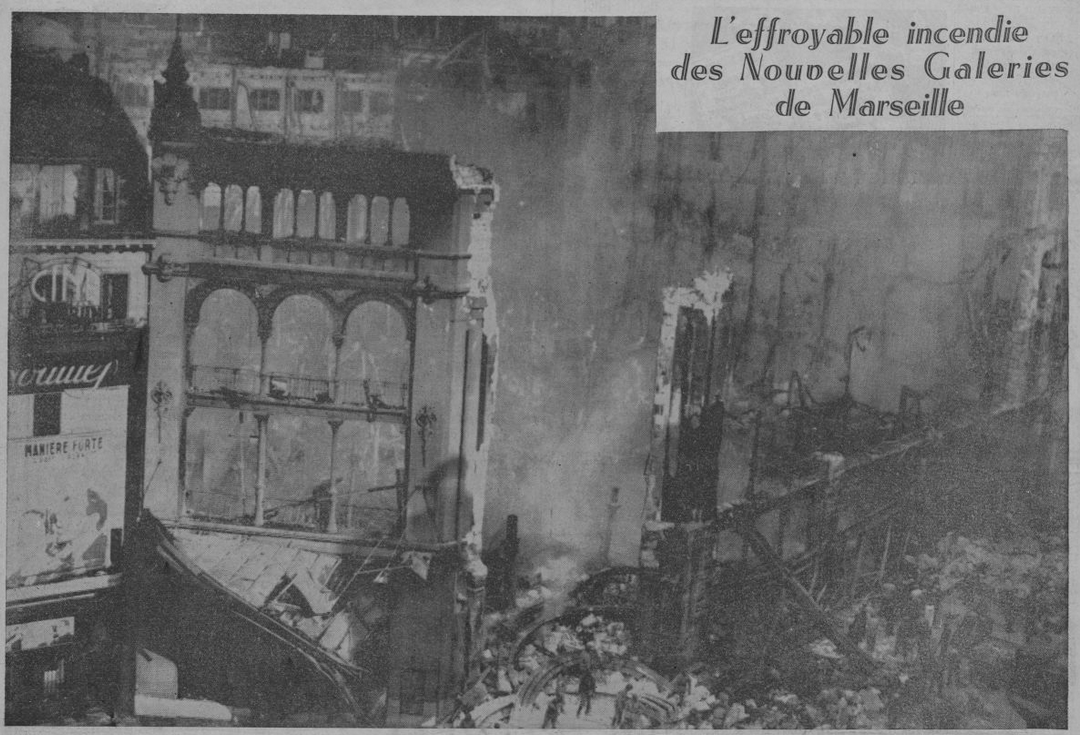
Ruines fumantes des Nouvelles Galeries dans Paris-Soir du 30 octobre 1938.

Le bilan est lourd : 73 personnes sont mortes ou disparues dont de nombreux corps calcinés non identifiables.
Les victimes, dont la plupart sont des employés du magasin, sont inhumées le 14 novembre au cimetière Saint-Pierre, dans une sépulture collective offerte par la ville. Le nombre de blessés n'est pas connu officiellement, mais les historiens en estiment le nombre entre 150 et 200, incluant les blessés légers, les victimes parmi les pompiers, ainsi que les personnes mortes ultérieurement des suites de leurs blessures.  

### Recherche de responsabilité

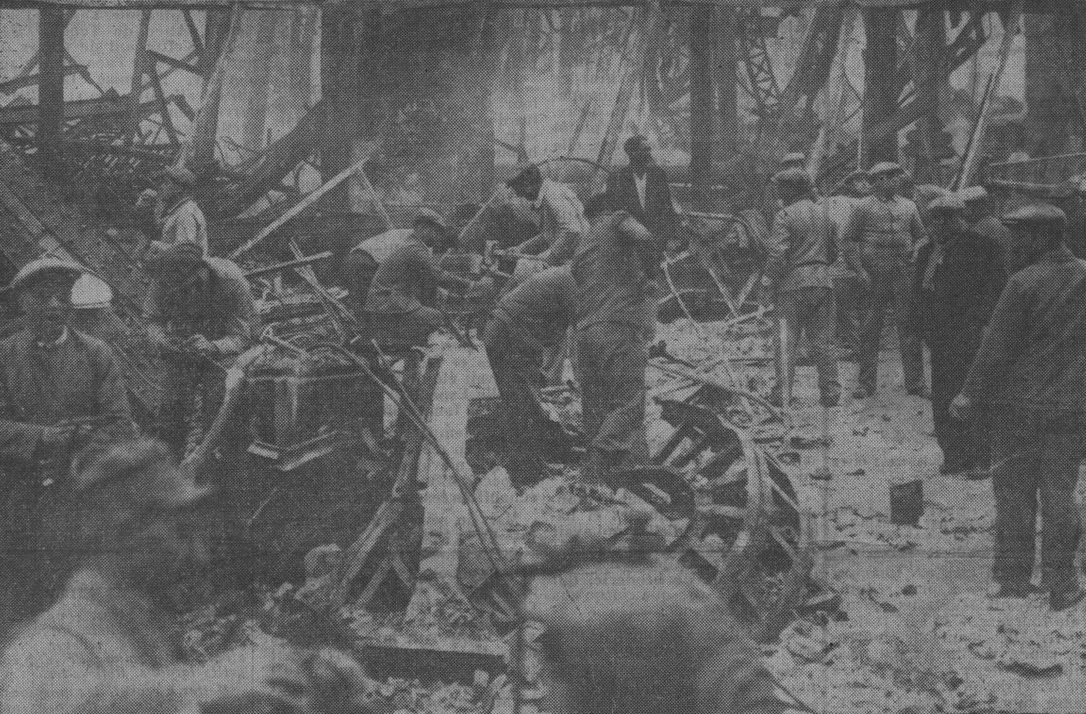
Recherches des victimes dans les décombres après l'incendie dans Ce soir du 31 octobre 1938.

Si on peut leur reprocher des incohérences dans la conduite des opérations et des problèmes dans l'utilisation d'un matériel parfois vétuste (certaines autopompes datant de 1917), les sapeurs-pompiers font preuve d'un grand courage et luttent jusqu'à l'extrême limite de leurs forces. La soudaineté du sinistre, sa violence ainsi que d'autres facteurs aggravants auraient pu dépasser d'autres corps de pompiers, mieux organisés et équipés d'un matériel plus moderne.
À Marseille, la corruption de certains hommes politiques de l'époque, la puissance du crime organisé et les difficultés économiques des Nouvelles Galeries mettent quelque peu en doute le rapport des experts qui privilégient finalement la thèse de l'accident par imprudence. Les hypothèses d'un crime politique, d'un racket, voire d'une escroquerie à l'assurance ont pourtant été évoquées. L'enquête conclut qu'un mégot se consumant sur un paravent goudronné pendant la fermeture du magasin de midi à 14 heures est à l'origine du sinistre. Le courant d'air provoqué par l'ouverture à la clientèle a permis au feu de se développer,.

## Conséquences politiques

### Création des marins-pompiers de Marseille

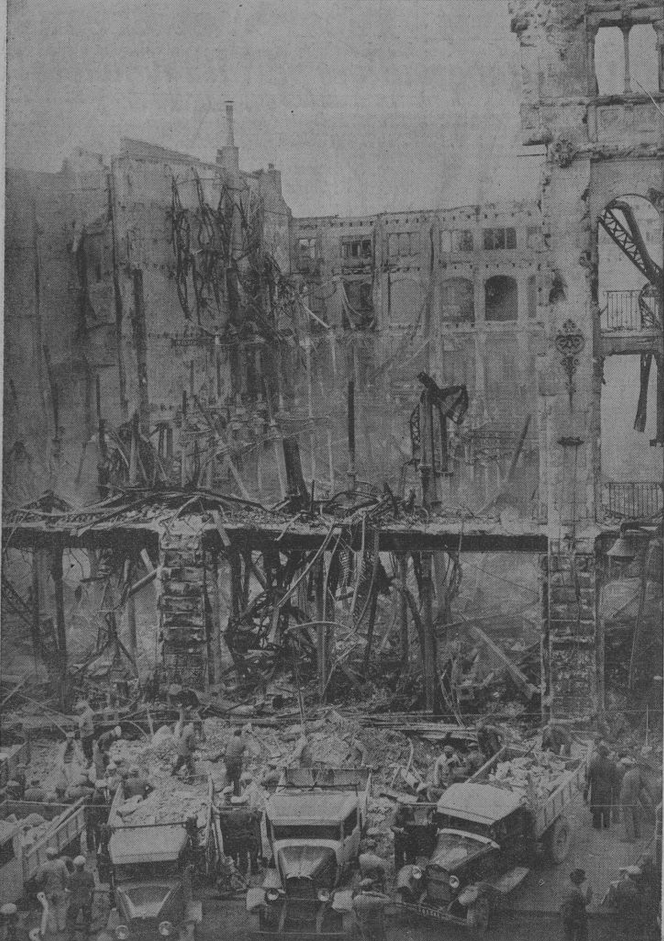
Vue générale des ruines dans Paris-Soir du 31 octobre 1938.

Édouard Daladier remarque le professionnalisme et la discipline des marins-pompiers toulonnais qui disposent d'un matériel moderne. Le président du Conseil prendra la décision de confier la sécurité de Marseille à une unité militaire. Le décret loi du 23 juillet 1939 constitue l'acte de naissance du bataillon de marins-pompiers de Marseille. Le climat politique délétère qui régnait à Marseille à l'époque, n'est pas étranger à la décision du gouvernement de remplacer les pompiers municipaux, civils très souvent partisans, par des pompiers militaires, non syndiqués et sans étiquette politique.
Le 17 août 1939, un groupe de 15 marins-pompiers de Toulon arrive à Marseille en gare Saint-Charles. C'est le premier élément de la nouvelle unité qui va se constituer sous les ordres du capitaine de frégate Orlandini. Son second n'est autre que l'officier principal des équipages Godart qui commandait le détachement du 28 octobre 1938. Avec la déclaration de guerre, la mobilisation générale va rapidement permettre de compléter les effectifs du nouveau bataillon de marins-pompiers mais la grande majorité du personnel doit être formé à ce métier qui ne s'improvise pas. Ce sera la tâche des marins-pompiers de la marine affectés au Bataillon qui constituent son « noyau dur ». Le 1er juin 1940, le « Bataillon » quitte la caserne provisoire de la rue de Lyon et prend possession de la caserne du boulevard de Strasbourg où il installe son état-major. Il connaît le jour même sa première épreuve du feu. Un bombardement allemand cause la mort de 32 Marseillais et en blesse une soixantaine.

### Marseille sous tutelle

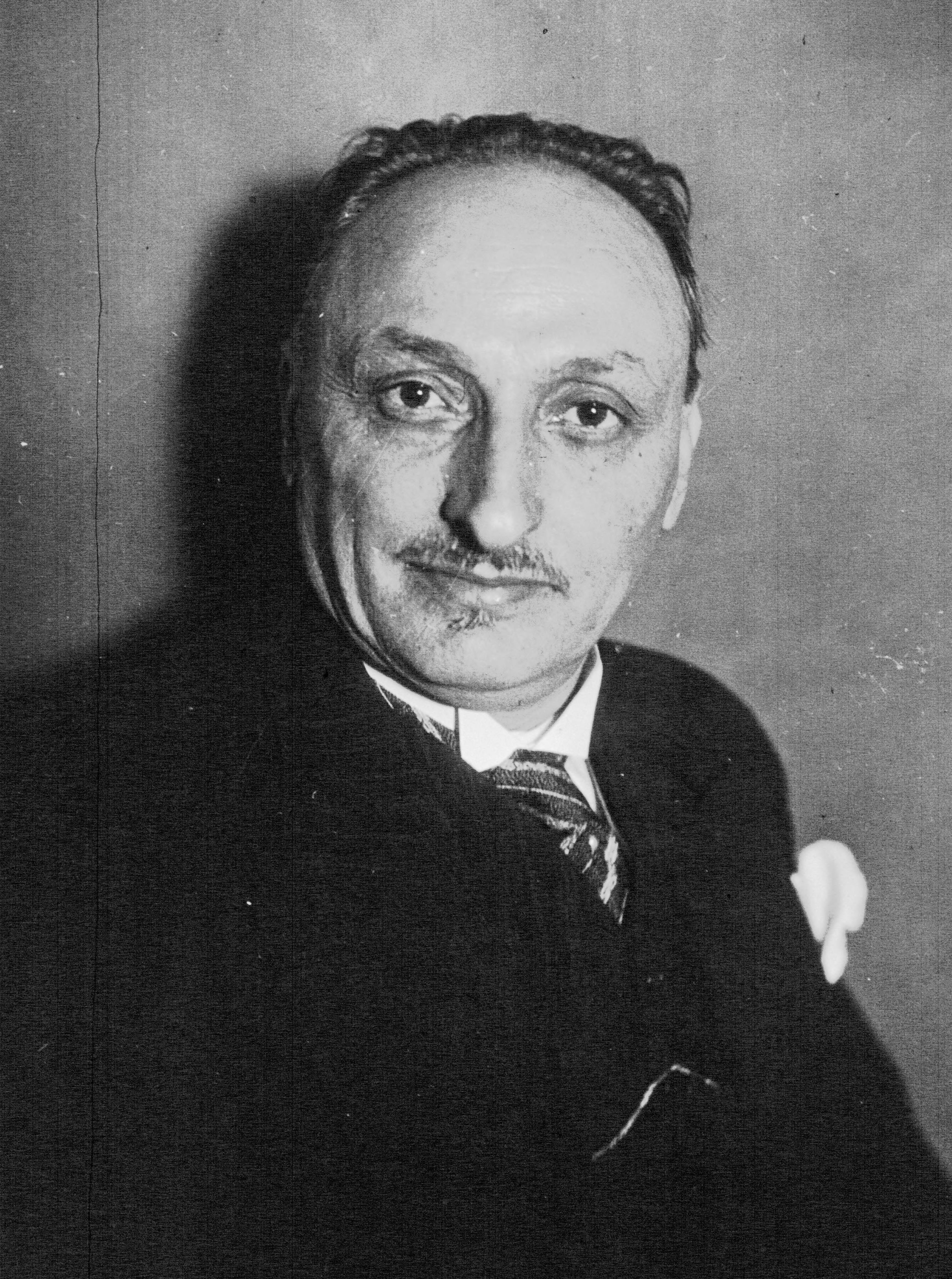
Henri Tasso, maire de Marseille en 1938.

L'effroyable tragédie se produit pendant le congrès annuel du Parti républicain, radical et radical-socialiste, qui vient d'officialiser sa rupture avec le Parti communiste et de signer l'arrêt de mort du Front populaire. Le maire de Marseille, Henri Tasso, qui est un farouche défenseur des acquis sociaux du Front populaire, doit donc être éliminé de la scène politique. 
Témoin de la catastrophe, Édouard Daladier s'écrie : « Qui commande ici ? Il n'y a-t-il donc pas de chef, pas un homme pour diriger ? C'est lamentable ! ». Cette phrase donne le signal d'un règlement de comptes politique. L'impréparation des sapeurs-pompiers marseillais et leur manque de moyens servent de prétexte.
Plusieurs audits sont commandités par le gouvernement. Ils font apparaître d'importants dysfonctionnements administratifs et financiers, notamment dans le recrutement et l'utilisation des employés municipaux, la gestion des hôpitaux publics et celle des sociétés des eaux. Une campagne de presse est déclenchée pour redresser les finances de la ville, mais elle a surtout pour but de mettre en évidence la faillite de la gouvernance de la « Cité phocéenne » par ses élus.
Le Conseil municipal est dessaisi de ses pouvoirs par le décret du 20 mars 1939. Pour la seconde fois depuis Louis XIV, Marseille est placée sous la tutelle de l'État. En août 1940, ce régime d'exception est encore aggravé par le gouvernement de Vichy. Il s'apparente alors à un véritable « régime colonial ». Tous les pouvoirs sont entre les mains de trois administrateurs ayant rang de préfet, qui se succèdent : d'abord, Frédéric Surleau, puis Henry Cado, de nouveau Frédéric Surleau et enfin Pierre Barraud.
Après la Libération, Marseille retrouve transitoirement un maire le 30 août 1944, en la personne de l'avocat socialiste Gaston Defferre, issu des FFI ayant participé à la bataille de Marseille, qui démissionnera le 27 novembre 1945. La ville ne retrouve son statut normal qu'en décembre 1946 quand le communiste Jean Cristofol est élu maire.

### Amélioration de la sécurité
La réglementation définissant la sécurité dans les établissements recevant du public (ERP) datait de 1913. Ses dispositions ne concernent que les employés, et curieusement, ne prévoient rien pour protéger les clients.
Conséquence du drame des Nouvelles Galeries, les pouvoirs publics réagissent rapidement. Seulement deux semaines après le sinistre, le texte du 12 novembre 1938 crée l'inspection des services de secours. Il permet aux pouvoirs publics d'imposer des mesures de sécurité aux exploitants des ERP, sans toutefois les préciser.
Enfin, le texte du 7 février 1941 qui est de portée nationale, abroge les nombreux règlements locaux et particuliers. Il fixe avec précision les normes de sécurité des ERP. Il instaure des commissions de sécurité, dont la mission est d'éclairer les autorités administratives —telles que les maires et parfois les préfets— chargés de vérifier que les règles de sécurité soient correctement appliquées. 
C'est ce texte qui constitue la base de la réglementation sur la prévention des incendies dans les établissements recevant du public. Cette prévention, appliquée avec rigueur, a permis depuis d'éviter en France que de telles catastrophes ne se reproduisent.